# ناحیه بارچ
ناحیهٔ بارچ (به مجاری:  Barcsi járás) یک ناحیه در مجارستان است که در شومودی واقع شده‌است. ناحیهٔ بارچ ۶۹۶٫۴۷ کیلومتر مربع مساحت و ۲۳٬۷۹۳ نفر جمعیت دارد.